# Hebardina succinea
Hebardina succinea är en kackerlacksart som först beskrevs av Hanitsch 1925.  Hebardina succinea ingår i släktet Hebardina och familjen storkackerlackor. Inga underarter finns listade i Catalogue of Life.